# Kishine-Park
Kishine-Park (japanisch 岸根公園, Kishine-kōen) ist ein im Stadtbezirk Kōhoku in Yokohama gelegener künstlicher Park.
Angelegt wurde dieser Park in den 70er Jahren im Zuge der fortschreitenden Urbanisierung des Stadtteils Kōhoku. Die Eröffnung fand im April 1971 statt. Im 140.587 m² großen Kishine-Park finden neben Sportfesten vor allem im Sommer traditionelle japanische Sommerfeste (O-Matsuri) statt.
Beliebt ist der Park besonders bei Familien mit Kindern, die hier ihren Sonntag verbringen. Erreichbar ist Kishine-kōen mit der städtischen U-Bahn. Von der gleichnamigen Station aus sind es ca. 300 m bis zum Herzen des Parks.
Zu Fuß sind es ca. 10 min zum neuen Stadtteil Shin-Yokohama (新横浜) mit dem gleichnamigen Bahnhof, von dem aus der japanische Hochgeschwindigkeitszug Shinkansen sowohl in östlicher als auch in nördlicher Richtung abfährt.
Koordinaten: 35° 29′ 37,7″ N, 139° 36′ 55,9″ O